# دراژنیا
شهر دراژنیا (به روسی: Деражня) در استان خملنیتسکی در کشور اوکراین واقع شده‌است. جمعیت این شهر ۹,۹۱۷ نفر (۲۰۲۱ تخمینی) است.